# Grüne Freie Liste
Die Grüne Freie Liste (GFL) ist eine Ortspartei der Grünen Schweiz in der Stadt Bern. 2006 erfolgte auf kantonaler Ebene ein Zusammenschluss mit dem Grünen Bündnis Bern zu den Grünen Kanton Bern. Die Grüne Freie Liste stellte von 2017 bis 2024 den Stadtpräsidenten und verfolgt bei ihren Themen die drei Dimensionen der Nachhaltigkeit: die ökologische Nachhaltigkeit, die soziale Nachhaltigkeit und eine verantwortungsbewusste Marktwirtschaft mit Kostenwahrheit. So lautet ihr Leitspruch bereits seit 1997 grün-sozial-liberal.

## Geschichte
Am Anfang der kantonalen Partei stand eine Wahlliste zur Unterstützung der ehemals freisinnigen Politikerin Leni Robert zur Wahl in den Nationalrat 1983. Aus dieser Freien Liste wurde bald eine Partei, welche in den folgenden kantonalen und nationalen Wahlen grosse Erfolge feiern konnte. Von 1986 bis 1990 stellte sie mit Leni Robert und Benjamin Hofstetter zwei Regierungsräte im Kanton.
In der Freien Liste politisierten u. a. auch Rudolf Hafner, der die Berner Finanzaffäre in Rollen gebracht hatte und Ernst Zbären, der erfolgreich gegen das Autobahnprojekt der Nationalstrasse 6 durch das Simmental und gegen den Rawiltunnel protestierte.
Im Jahr 1991 schloss sich das Junge Bern, eine seit den 1950er-Jahren bestehende Stadtberner Mitte-links-Partei, der unter anderem Mani Matter und Klaus Schädelin angehört hatten, der GFL an und wurde zu deren Stadtberner Ortsgruppe.
Zuletzt war  die GFL Kanton Bern mit 10 Sitzen im Grossen Rat vertreten. Um die Zugehörigkeit zu den Schweizer Grünen zu zeigen, wurde 1997 der Zusatz Grüne vor die Freie Liste gestellt.
Im Mai 2006 wurde ein Zusammenschluss mit dem  Grünen Bündnis Bern zur neuen Partei Grüne Kanton Bern beschlossen. Auch in einigen Gemeinden fusionierten die entsprechenden Lokalparteien, so in Biel/Bienne und Köniz, der zweit- und der viertgrössten Gemeinde des Kantons. In der Stadt Bern hingegen existieren beide Parteien nach wie vor nebeneinander als zwei Ortsgruppen der Grünen Kanton Bern.
In den kantonalen Wahlen erreichten die vereinigten Grünen Kanton Bern  einen Anteil von 12,9 % (19 Sitze von 160). Von 2006 bis 2018 waren die Grünen Kanton Bern mit Bernhard Pulver (Mitglied der GFL Stadt Bern) wieder in der kantonalen Regierung vertreten. 
Die Grüne Freie Liste, wie auch Grünes Bündnis gehörten – wie heute die Grünen Kanton Bern – zur Grünen Partei der Schweiz.
Nach der Abwahl des Stadtpräsidenten Alec von Graffenried im November 2024, soll eine Arbeitsgruppe die künftige Ausrichtung der Partei klären. Bei der Wahl in den Stadtrat wurde GFL-Co-Präsident Matthias Humbel abgewählt. 2025 tritt das Co-Präsidium, bestehend aus Matthias Humbel und Tanja Miljanović, gestaffelt zurück.